# Stachyurus salicifolius
Stachyurus salicifolius är en tvåhjärtbladig växtart. Stachyurus salicifolius ingår i släktet Stachyurus och familjen Stachyuraceae.

## Underarter
Arten delas in i följande underarter:
- S. s. lancifolius
- S. s. salicifolius